# Polionota reedae
Polionota reedae är en tvåvingeart som beskrevs av Allen L.Norrbom 1988. Polionota reedae ingår i släktet Polionota och familjen borrflugor. Inga underarter finns listade i Catalogue of Life.